# Bronvaux
Bronvaux és un municipi francès, situat al departament del Mosel·la i a la regió del Gran Est. L'any 2007 tenia 553 habitants.

## Demografia

### Població
El 2007 la població de fet de Bronvaux era de 553 persones. Hi havia 206 famílies, de les quals 37 eren unipersonals (12 homes vivint sols i 25 dones vivint soles), 74 parelles sense fills, 74 parelles amb fills i 21 famílies monoparentals amb fills.
La població ha evolucionat segons el següent gràfic:
Habitants censats

### Habitatges
El 2007 hi havia 219 habitatges, 212 eren l'habitatge principal de la família i 7 estaven desocupats. 200 eren cases i 18 eren apartaments. Dels 212 habitatges principals, 175 estaven ocupats pels seus propietaris, 35 estaven llogats i ocupats pels llogaters i 2 estaven cedits a títol gratuït; 3 tenien una cambra, 4 en tenien dues, 14 en tenien tres, 61 en tenien quatre i 129 en tenien cinc o més. 183 habitatges disposaven pel capbaix d'una plaça de pàrquing. A 77 habitatges hi havia un automòbil i a 119 n'hi havia dos o més.

### Piràmide de població
La piràmide de població per edats i sexe el 2009 era:
| Homes | Edats   | Dones |
| ----- | ------- | ----- |
| 0     | 95 o +  | 0     |
| 4     | 90 a 94 | 0     |
| 0     | 85 a 89 | 4     |
| 0     | 80 a 84 | 0     |
| 12    | 75 a 79 | 4     |
| 12    | 70 a 74 | 16    |
| 12    | 65 a 69 | 20    |
| 16    | 60 a 64 | 32    |
| 0     | 55 a 59 | 0     |
| 24    | 50 a 54 | 16    |
| 20    | 45 a 49 | 8     |
| 28    | 40 a 44 | 28    |
| 24    | 35 a 39 | 32    |
| 28    | 30 a 34 | 36    |
| 4     | 25 a 29 | 8     |
| 4     | 20 a 24 | 4     |
| 20    | 15 a 19 | 28    |
| 28    | 10 a 14 | 28    |
| 24    | 5 a 9   | 16    |
| 12    | 0 a 4   | 20    |

## Economia
El 2007 la població en edat de treballar era de 373 persones, 278 eren actives i 95 eren inactives. De les 278 persones actives 259 estaven ocupades (140 homes i 119 dones) i 19 estaven aturades (9 homes i 10 dones). De les 95 persones inactives 30 estaven jubilades, 43 estaven estudiant i 22 estaven classificades com a «altres inactius».

### Ingressos
El 2009 a Bronvaux hi havia 199 unitats fiscals que integraven 554 persones, la mediana anual d'ingressos fiscals per persona era de 20.287 €.

### Activitats econòmiques
Dels 9 establiments que hi havia el 2007, 2 eren d'empreses de construcció, 1 d'una empresa de comerç i reparació d'automòbils, 1 d'una empresa d'informació i comunicació, 1 d'una empresa immobiliària, 2 d'empreses de serveis, 1 d'una entitat de l'administració pública i 1 d'una empresa classificada com a «altres activitats de serveis».
L'únic servei als particulars que hi havia el 2009 era un guixaire pintor.

## Equipaments sanitaris i escolars
El 2009 hi havia 1 escola maternal i 1 escola elemental.

## Poblacions més properes
El següent diagrama mostra les poblacions més properes.